# Liste der Naturdenkmale in Stetten (Pfalz)
Die Liste der Naturdenkmale in Stetten nennt die im Gemeindegebiet von Stetten ausgewiesenen Naturdenkmale (Stand 28. März 2024).

## Naturdenkmale
| Nr.         | Bezeichnung                  | Lage                               | Beschreibung | Bild                                    |
| ----------- | ---------------------------- | ---------------------------------- | --- | --------------------------------------- |
| ND-7333-050 | Rosskastanie                 | Hauptstraße, hinter Nr. 36 Lage    | Aesculus hippocastanum; um 1900 gepflanzt, 25 m hoch bei 3,5 m Umfang                                                                   | Direkt Bild zu diesem Denkmal hochladen |
| ND-7333-053 | Linde                        | Wassergasse, bei Nr. 16 Lage       | Tilia sp. | Direkt Bild zu diesem Denkmal hochladen |
| ND-7333-139 | Baumbestand auf dem Friedhof | Hauptstraße, auf dem Friedhof Lage | Tilia cordata, 15 Bäume, Platanus sp., zwei Bäume, Aesculus hippocastanum und Acer platanoides, je ein Baum; flächenhaftes Naturdenkmal | Direkt Bild zu diesem Denkmal hochladen |